# Mistrzowie turniejów wielkoszlemowych w tenisie na wózkach
Mistrzowie turniejów wielkoszlemowych w tenisie na wózkach – zestawienie prezentujące zwycięzców zawodów organizowanych w ramach rywalizacji wielkoszlemowej w tenisie na wózkach. Lista zawiera też informacje na temat triumfatorów Turniejów Mistrzów i rozgrywek paraolimpijskich.

## Historia
Australian Open 2002 był pierwszym turniejem cyklu NEC Wheelchair Tennis Tour, w którym zawody dla tenisistów na wózkach były przeprowadzane równoległe do profesjonalnych rozgrywek wielkoszlemowych. W ten sposób Australian Open dołączył do British Open i US Open, których kategoria (Super Series) była odpowiednikiem Wielkiego Szlema w zawodowym tourze.
Korty Wimbledonu w 2005 roku były pierwszymi trawiastymi obiektami, na których odbywały się zmagania tenisa na wózkach dla ośmiu najlepszych deblistów świata. W tym samym roku US Open stał się kolejnym turniejem Wielkiego Szlema organizującym rywalizację dla niepełnosprawnych zawodników.
W 2007 roku, po trzech latach zawodów demonstracyjnych, French Open jako ostatni dołączył do grupy wielkoszlemowych zmagań tenisa na wózkach.
W 2009 roku nastąpiła zmiana sposobu naliczania punktów rankingowych. Oficjalnie wprowadzono podział na turnieje Wielkiego Szlema i ITF Super Series.

## Zwycięzcy zawodów
Rywalizacja w grze pojedynczej i podwójnej odbywa się na kortach Australian Open, French Open, Wimbledonu i US Open zarówno w konkurencji tenisa na wózkach (z podziałem na zawody kobiet i mężczyzn), jak i w konkurencji zmagań na quadach.

### Gra pojedyncza mężczyzn na wózkach
| Rok                          | Wielki Szlem      | Wielki Szlem      | Wielki Szlem      | Wielki Szlem    | Turniej Mistrzów    | Paraolimpiada   |
| Rok                          | Australian Open   | French Open       | Wimbledon         | US Open         | Turniej Mistrzów    | Paraolimpiada   |
| ---------------------------- | ----------------- | ----------------- | ----------------- | --------------- | ------------------- | --------------- |
| 1992                         | Nie rozegrano     | Nie rozegrano     | Nie rozegrano     | Nie rozegrano   | Nie rozegrano       | Randy Snow      |
| 1993                         | Nie rozegrano     | Nie rozegrano     | Nie rozegrano     | Nie rozegrano   | Nie rozegrano       | Nie rozegrano   |
| 1994                         | Nie rozegrano     | Nie rozegrano     | Nie rozegrano     | Nie rozegrano   | Randy Snow          | Nie rozegrano   |
| 1995                         | Nie rozegrano     | Nie rozegrano     | Nie rozegrano     | Nie rozegrano   | Laurent Giammartini | Nie rozegrano   |
| 1996                         | Nie rozegrano     | Nie rozegrano     | Nie rozegrano     | Nie rozegrano   | Stephen Welch       | Ricky Molier    |
| 1997                         | Nie rozegrano     | Nie rozegrano     | Nie rozegrano     | Nie rozegrano   | Kai Schrameyer      | Nie rozegrano   |
| 1998                         | Nie rozegrano     | Nie rozegrano     | Nie rozegrano     | Nie rozegrano   | Ricky Molier        | Nie rozegrano   |
| 1999                         | Nie rozegrano     | Nie rozegrano     | Nie rozegrano     | Nie rozegrano   | Robin Ammerlaan     | Nie rozegrano   |
| 2000                         | Nie rozegrano     | Nie rozegrano     | Nie rozegrano     | Nie rozegrano   | Robin Ammerlaan     | David Hall      |
| 2001                         | Nie rozegrano     | Nie rozegrano     | Nie rozegrano     | Nie rozegrano   | Ricky Molier        | Nie rozegrano   |
| 2002                         | Robin Ammerlaan   | Nie rozegrano     | Nie rozegrano     | Nie rozegrano   | David Hall          | Nie rozegrano   |
| 2003                         | David Hall        | Nie rozegrano     | Nie rozegrano     | Nie rozegrano   | Robin Ammerlaan     | Nie rozegrano   |
| 2004                         | David Hall        | Nie rozegrano     | Nie rozegrano     | Nie rozegrano   | David Hall          | Robin Ammerlaan |
| 2005                         | David Hall        | Nie rozegrano     | Nie rozegrano     | Robin Ammerlaan | Robin Ammerlaan     | Nie rozegrano   |
| 2006                         | Michaël Jeremiasz | Nie rozegrano     | Nie rozegrano     | Robin Ammerlaan | Robin Ammerlaan     | Nie rozegrano   |
| 2007                         | Shingo Kunieda    | Shingo Kunieda    | Nie rozegrano     | Shingo Kunieda  | Robin Ammerlaan     | Nie rozegrano   |
| 2008                         | Shingo Kunieda    | Shingo Kunieda    | Nie rozegrano     | Nie rozegrano   | Stefan Olsson       | Shingo Kunieda  |
| ↓ Kategoria „Wielki Szlem” ↓ |                   |                   |                   |                 |                     |                 |
| 2009                         | Shingo Kunieda    | Shingo Kunieda    | Nie rozegrano     | Shingo Kunieda  | Maikel Scheffers    | Nie rozegrano   |
| 2010                         | Shingo Kunieda    | Shingo Kunieda    | Nie rozegrano     | Shingo Kunieda  | Stefan Olsson       | Nie rozegrano   |
| 2011                         | Shingo Kunieda    | Maikel Scheffers  | Nie rozegrano     | Shingo Kunieda  | Stéphane Houdet     | Nie rozegrano   |
| 2012                         | Maikel Scheffers  | Stéphane Houdet   | Nie rozegrano     | Nie rozegrano   | Shingo Kunieda      | Shingo Kunieda  |
| 2013                         | Shingo Kunieda    | Stéphane Houdet   | Nie rozegrano     | Stéphane Houdet | Shingo Kunieda      | Nie rozegrano   |
| 2014                         | Shingo Kunieda    | Shingo Kunieda    | Nie rozegrano     | Shingo Kunieda  | Shingo Kunieda      | Nie rozegrano   |
| 2015                         | Shingo Kunieda    | Shingo Kunieda    | Nie rozegrano     | Shingo Kunieda  | Joachim Gérard      | Nie rozegrano   |
| 2016                         | Gordon Reid       | Gustavo Fernández | Gordon Reid       | Nie rozegrano   | Joachim Gérard      | Gordon Reid     |
| 2017                         | Gustavo Fernández | Alfie Hewett      | Stefan Olsson     | Stéphane Houdet | Alfie Hewett        | Nie rozegrano   |
| 2018                         | Shingo Kunieda    | Shingo Kunieda    | Stefan Olsson     | Alfie Hewett    | Joachim Gérard      | Nie rozegrano   |
| 2019                         | Gustavo Fernández | Gustavo Fernández | Gustavo Fernández | Alfie Hewett    | Joachim Gérard      | Nie rozegrano   |
| 2020                         | Shingo Kunieda    | Alfie Hewett      | Nie rozegrano     | Shingo Kunieda  | Nie rozegrano       | Nie rozegrano   |
| 2021                         | Joachim Gérard    | Alfie Hewett      | Joachim Gérard    | Shingo Kunieda  | Alfie Hewett        | Shingo Kunieda  |
| 2022                         | Shingo Kunieda    | Shingo Kunieda    | Shingo Kunieda    | Alfie Hewett    |                     | Nie rozegrano   |

### Gra pojedyncza kobiet na wózkach
| Rok                          | Wielki Szlem      | Wielki Szlem      | Wielki Szlem    | Wielki Szlem    | Turniej Mistrzów       | Paraolimpiada         |
| Rok                          | Australian Open   | French Open       | Wimbledon       | US Open         | Turniej Mistrzów       | Paraolimpiada         |
| ---------------------------- | ----------------- | ----------------- | --------------- | --------------- | ---------------------- | --------------------- |
| 1992                         | Nie rozegrano     | Nie rozegrano     | Nie rozegrano   | Nie rozegrano   | Nie rozegrano          | Monique Van Den Bosch |
| 1993                         | Nie rozegrano     | Nie rozegrano     | Nie rozegrano   | Nie rozegrano   | Nie rozegrano          | Nie rozegrano         |
| 1994                         | Nie rozegrano     | Nie rozegrano     | Nie rozegrano   | Nie rozegrano   | Monique Kalkman        | Nie rozegrano         |
| 1995                         | Nie rozegrano     | Nie rozegrano     | Nie rozegrano   | Nie rozegrano   | Monique Kalkman        | Nie rozegrano         |
| 1996                         | Nie rozegrano     | Nie rozegrano     | Nie rozegrano   | Nie rozegrano   | Chantal Vandierendonck | Maaike Smit           |
| 1997                         | Nie rozegrano     | Nie rozegrano     | Nie rozegrano   | Nie rozegrano   | Maaike Smit            | Nie rozegrano         |
| 1998                         | Nie rozegrano     | Nie rozegrano     | Nie rozegrano   | Nie rozegrano   | Esther Vergeer         | Nie rozegrano         |
| 1999                         | Nie rozegrano     | Nie rozegrano     | Nie rozegrano   | Nie rozegrano   | Esther Vergeer         | Nie rozegrano         |
| 2000                         | Nie rozegrano     | Nie rozegrano     | Nie rozegrano   | Nie rozegrano   | Esther Vergeer         | Esther Vergeer        |
| 2001                         | Nie rozegrano     | Nie rozegrano     | Nie rozegrano   | Nie rozegrano   | Esther Vergeer         | Nie rozegrano         |
| 2002                         | Esther Vergeer    | Nie rozegrano     | Nie rozegrano   | Nie rozegrano   | Esther Vergeer         | Nie rozegrano         |
| 2003                         | Esther Vergeer    | Nie rozegrano     | Nie rozegrano   | Nie rozegrano   | Esther Vergeer         | Nie rozegrano         |
| 2004                         | Esther Vergeer    | Nie rozegrano     | Nie rozegrano   | Nie rozegrano   | Esther Vergeer         | Esther Vergeer        |
| 2005                         | Sharon Walraven   | Nie rozegrano     | Nie rozegrano   | Esther Vergeer  | Esther Vergeer         | Nie rozegrano         |
| 2006                         | Esther Vergeer    | Nie rozegrano     | Nie rozegrano   | Esther Vergeer  | Esther Vergeer         | Nie rozegrano         |
| 2007                         | Esther Vergeer    | Esther Vergeer    | Nie rozegrano   | Esther Vergeer  | Esther Vergeer         | Nie rozegrano         |
| 2008                         | Esther Vergeer    | Esther Vergeer    | Nie rozegrano   | Nie rozegrano   | Esther Vergeer         | Esther Vergeer        |
| ↓ Kategoria „Wielki Szlem” ↓ |                   |                   |                 |                 |                        |                       |
| 2009                         | Esther Vergeer    | Esther Vergeer    | Nie rozegrano   | Esther Vergeer  | Esther Vergeer         | Nie rozegrano         |
| 2010                         | Korie Homan       | Esther Vergeer    | Nie rozegrano   | Esther Vergeer  | Esther Vergeer         | Nie rozegrano         |
| 2011                         | Esther Vergeer    | Esther Vergeer    | Nie rozegrano   | Esther Vergeer  | Esther Vergeer         | Nie rozegrano         |
| 2012                         | Esther Vergeer    | Esther Vergeer    | Nie rozegrano   | Nie rozegrano   | Jiske Griffioen        | Esther Vergeer        |
| 2013                         | Aniek van Koot    | Sabine Ellerbrock | Nie rozegrano   | Aniek van Koot  | Yui Kamiji             | Nie rozegrano         |
| 2014                         | Sabine Ellerbrock | Yui Kamiji        | Nie rozegrano   | Yui Kamiji      | Aniek van Koot         | Nie rozegrano         |
| 2015                         | Jiske Griffioen   | Jiske Griffioen   | Nie rozegrano   | Jordanne Whiley | Jiske Griffioen        | Nie rozegrano         |
| 2016                         | Jiske Griffioen   | Marjolein Buis    | Jiske Griffioen | Nie rozegrano   | Jiske Griffioen        | Jiske Griffioen       |
| 2017                         | Yui Kamiji        | Yui Kamiji        | Diede de Groot  | Yui Kamiji      | Diede de Groot         | Nie rozegrano         |
| 2018                         | Diede de Groot    | Yui Kamiji        | Diede de Groot  | Diede de Groot  | Diede de Groot         | Nie rozegrano         |
| 2019                         | Diede de Groot    | Diede de Groot    | Aniek van Koot  | Diede de Groot  | Diede de Groot         | Nie rozegrano         |
| 2020                         | Yui Kamiji        | Yui Kamiji        | Nie rozegrano   | Diede de Groot  | Nie rozegrano          | Nie rozegrano         |
| 2021                         | Diede de Groot    | Diede de Groot    | Diede de Groot  | Diede de Groot  | Diede de Groot         | Diede de Groot        |
| 2022                         | Diede de Groot    | Diede de Groot    | Diede de Groot  | Diede de Groot  |                        | Nie rozegrano         |

### Gra podwójna mężczyzn na wózkach
| Rok                          | Wielki Szlem                     | Wielki Szlem                      | Wielki Szlem                      | Wielki Szlem                       | Turniej Mistrzów                  | Paraolimpiada                     |
| Rok                          | Australian Open                  | French Open                       | Wimbledon                         | US Open                            | Turniej Mistrzów                  | Paraolimpiada                     |
| ---------------------------- | -------------------------------- | --------------------------------- | --------------------------------- | ---------------------------------- | --------------------------------- | --------------------------------- |
| 1992                         | Nie rozegrano                    | Nie rozegrano                     | Nie rozegrano                     | Nie rozegrano                      | Nie rozegrano                     | Brad Parks Randy Snow             |
|                              |                                  |                                   |                                   |                                    |                                   |                                   |
| 1996                         | Nie rozegrano                    | Nie rozegrano                     | Nie rozegrano                     | Nie rozegrano                      | Nie rozegrano                     | Vance Parmelly Stephen Welch      |
|                              |                                  |                                   |                                   |                                    |                                   |                                   |
| 2000                         | Nie rozegrano                    | Nie rozegrano                     | Nie rozegrano                     | Nie rozegrano                      | Ricky Molier Stephen Welch        | Robin Ammerlaan Ricky Molier      |
| 2001                         | Nie rozegrano                    | Nie rozegrano                     | Nie rozegrano                     | Nie rozegrano                      | Miroslav Brychta Martin Legner    | Nie rozegrano                     |
| 2002                         | Martin Legner Satoshi Saida      | Nie rozegrano                     | Nie rozegrano                     | Nie rozegrano                      | Kai Schrameyer Stephen Welch      | Nie rozegrano                     |
| 2003                         | David Hall Michaël Jeremiasz     | Nie rozegrano                     | Nie rozegrano                     | Nie rozegrano                      | Martin Legner Satoshi Saida       | Nie rozegrano                     |
| 2004                         | Robin Ammerlaan Martin Legner    | Nie rozegrano                     | Nie rozegrano                     | Nie rozegrano                      | Martin Legner Satoshi Saida       | Shingo Kunieda Satoshi Saida      |
| 2005                         | Robin Ammerlaan Martin Legner    | Nie rozegrano                     | Michaël Jeremiasz Jayant Mistry   | Robin Ammerlaan Michaël Jeremiasz  | Michaël Jeremiasz Jayant Mistry   | Nie rozegrano                     |
| 2006                         | Shingo Kunieda Satoshi Saida     | Nie rozegrano                     | Shingo Kunieda Satoshi Saida      | Robin Ammerlaan Michaël Jeremiasz  | Maikel Scheffers Ronald Vink      | Nie rozegrano                     |
| 2007                         | Robin Ammerlaan Shingo Kunieda   | Stéphane Houdet Michaël Jeremiasz | Robin Ammerlaan Ronald Vink       | Shingo Kunieda Satoshi Saida       | Stéphane Houdet Michaël Jeremiasz | Nie rozegrano                     |
| 2008                         | Shingo Kunieda Satoshi Saida     | Shingo Kunieda Maikel Scheffers   | Robin Ammerlaan Ronald Vink       | Nie rozegrano                      | Stefan Olsson Peter Vikström      | Michaël Jeremiasz Stéphane Houdet |
| ↓ Kategoria „Wielki Szlem” ↓ |                                  |                                   |                                   |                                    |                                   |                                   |
| 2009                         | Shingo Kunieda Robin Ammerlaan   | Stéphane Houdet Michaël Jeremiasz | Stéphane Houdet Michaël Jeremiasz | Stéphane Houdet Stefan Olsson      | Maikel Scheffers Ronald Vink      | Nie rozegrano                     |
| 2010                         | Stéphane Houdet Shingo Kunieda   | Stéphane Houdet Shingo Kunieda    | Robin Ammerlaan Stefan Olsson     | Maikel Scheffers Ronald Vink       | Maikel Scheffers Ronald Vink      | Nie rozegrano                     |
| 2011                         | Shingo Kunieda Maikel Scheffers  | Shingo Kunieda Nicolas Peifer     | Maikel Scheffers Ronald Vink      | Stéphane Houdet Nicolas Peifer     | Tom Egberink Michaël Jeremiasz    | Nie rozegrano                     |
| 2012                         | Robin Ammerlaan Ronald Vink      | Frederic Cattaneo Shingo Kunieda  | Tom Egberink Michaël Jeremiasz    | Nie rozegrano                      | Stéphane Houdet Shingo Kunieda    | Stefan Olsson Peter Vikström      |
| 2013                         | Michaël Jeremiasz Shingo Kunieda | Stéphane Houdet Shingo Kunieda    | Stéphane Houdet Shingo Kunieda    | Michaël Jeremiasz Maikel Scheffers | Stéphane Houdet Gordon Reid       | Nie rozegrano                     |
| 2014                         | Stéphane Houdet Shingo Kunieda   | Joachim Gérard Stéphane Houdet    | Stéphane Houdet Shingo Kunieda    | Stéphane Houdet Shingo Kunieda     | Joachim Gérard Stéphane Houdet    | Nie rozegrano                     |
| 2015                         | Stéphane Houdet Shingo Kunieda   | Shingo Kunieda Gordon Reid        | Gustavo Fernández Nicolas Peifer  | Stéphane Houdet Gordon Reid        | Michaël Jeremiasz Gordon Reid     | Nie rozegrano                     |
| 2016                         | Stéphane Houdet Nicolas Peifer   | Shingo Kunieda Gordon Reid        | Alfie Hewett Gordon Reid          | Nie rozegrano                      | Stéphane Houdet Nicolas Peifer    | Stéphane Houdet Nicolas Peifer    |
| 2017                         | Joachim Gérard Gordon Reid       | Stéphane Houdet Nicolas Peifer    | Alfie Hewett Gordon Reid          | Alfie Hewett Gordon Reid           | Alfie Hewett Gordon Reid          | Nie rozegrano                     |
| 2018                         | Stéphane Houdet Nicolas Peifer   | Stéphane Houdet Nicolas Peifer    | Alfie Hewett Gordon Reid          | Alfie Hewett Gordon Reid           | Stéphane Houdet Nicolas Peifer    | Nie rozegrano                     |
| 2019                         | Joachim Gérard Stefan Olsson     | Gustavo Fernández Shingo Kunieda  | Joachim Gérard Stefan Olsson      | Alfie Hewett Gordon Reid           | Stéphane Houdet Nicolas Peifer    | Nie rozegrano                     |
| 2020                         | Alfie Hewett Gordon Reid         | Alfie Hewett Gordon Reid          | Nie rozegrano                     | Alfie Hewett Gordon Reid           | Nie rozegrano                     | Nie rozegrano                     |
| 2021                         | Alfie Hewett Gordon Reid         | Alfie Hewett Gordon Reid          | Alfie Hewett Gordon Reid          | Alfie Hewett Gordon Reid           | Alfie Hewett Gordon Reid          | Stéphane Houdet Nicolas Peifer    |
| 2022                         | Alfie Hewett Gordon Reid         | Alfie Hewett Gordon Reid          | Gustavo Fernández Shingo Kunieda  | Martin de la Puente Nicolas Peifer |                                   | Nie rozegrano                     |

### Gra podwójna kobiet na wózkach
| Rok                          | Wielki Szlem                            | Wielki Szlem                   | Wielki Szlem                   | Wielki Szlem                   | Turniej Mistrzów               | Paraolimpiada                                |
| Rok                          | Australian Open                         | French Open                    | Wimbledon                      | US Open                        | Turniej Mistrzów               | Paraolimpiada                                |
| ---------------------------- | --------------------------------------- | ------------------------------ | ------------------------------ | ------------------------------ | ------------------------------ | -------------------------------------------- |
| 1992                         | Nie rozegrano                           | Nie rozegrano                  | Nie rozegrano                  | Nie rozegrano                  | Nie rozegrano                  | Monique Van Den Bosch Chantal Vandierendonck |
|                              |                                         |                                |                                |                                |                                |                                              |
| 1996                         | Nie rozegrano                           | Nie rozegrano                  | Nie rozegrano                  | Nie rozegrano                  | Nie rozegrano                  | Monique Kalkman Chantal Vandierendonck       |
|                              |                                         |                                |                                |                                |                                |                                              |
| 2000                         | Nie rozegrano                           | Nie rozegrano                  | Nie rozegrano                  | Nie rozegrano                  | Daniela di Toro Maaike Smit    | Maaike Smit Esther Vergeer                   |
| 2001                         | Nie rozegrano                           | Nie rozegrano                  | Nie rozegrano                  | Nie rozegrano                  | Maaike Smit Esther Vergeer     | Nie rozegrano                                |
| 2002                         | Daniela di Toro Maaike Smit             | Nie rozegrano                  | Nie rozegrano                  | Nie rozegrano                  | Maaike Smit Esther Vergeer     | Nie rozegrano                                |
| 2003                         | Sonja Peters Esther Vergeer             | Nie rozegrano                  | Nie rozegrano                  | Nie rozegrano                  | Maaike Smit Esther Vergeer     | Nie rozegrano                                |
| 2004                         | Maaike Smit Esther Vergeer              | Nie rozegrano                  | Nie rozegrano                  | Nie rozegrano                  | Jiske Griffioen Korie Homan    | Maaike Smit Esther Vergeer                   |
| 2005                         | Florence Alix-Gravellier Maaike Smit    | Nie rozegrano                  | Nie rozegrano                  | Korie Homan Esther Vergeer     | Jiske Griffioen Esther Vergeer | Nie rozegrano                                |
| 2006                         | Jiske Griffioen Esther Vergeer          | Nie rozegrano                  | Nie rozegrano                  | Jiske Griffioen Esther Vergeer | Jiske Griffioen Esther Vergeer | Nie rozegrano                                |
| 2007                         | Jiske Griffioen Esther Vergeer          | Maaike Smit Esther Vergeer     | Nie rozegrano                  | Jiske Griffioen Esther Vergeer | Jiske Griffioen Esther Vergeer | Nie rozegrano                                |
| 2008                         | Jiske Griffioen Esther Vergeer          | Jiske Griffioen Esther Vergeer | Nie rozegrano                  | Nie rozegrano                  | Jiske Griffioen Esther Vergeer | Korie Homan Sharon Walraven                  |
| ↓ Kategoria „Wielki Szlem” ↓ |                                         |                                |                                |                                |                                |                                              |
| 2009                         | Korie Homan Esther Vergeer              | Korie Homan Esther Vergeer     | Korie Homan Esther Vergeer     | Korie Homan Esther Vergeer     | Korie Homan Esther Vergeer     | Nie rozegrano                                |
| 2010                         | Florence Alix-Gravellier Aniek van Koot | Daniela di Toro Aniek van Koot | Esther Vergeer Sharon Walraven | Esther Vergeer Sharon Walraven | Aniek van Koot Sharon Walraven | Nie rozegrano                                |
| 2011                         | Esther Vergeer Sharon Walraven          | Esther Vergeer Sharon Walraven | Esther Vergeer Sharon Walraven | Esther Vergeer Sharon Walraven | Esther Vergeer Sharon Walraven | Nie rozegrano                                |
| 2012                         | Esther Vergeer Sharon Walraven          | Marjolein Buis Esther Vergeer  | Jiske Griffioen Aniek van Koot | Nie rozegrano                  | Jiske Griffioen Aniek van Koot | Marjolein Buis Esther Vergeer                |
| 2013                         | Jiske Griffioen Aniek van Koot          | Jiske Griffioen Aniek van Koot | Jiske Griffioen Aniek van Koot | Jiske Griffioen Aniek van Koot | Yui Kamiji Jordanne Whiley     | Nie rozegrano                                |
| 2014                         | Yui Kamiji Jordanne Whiley              | Yui Kamiji Jordanne Whiley     | Yui Kamiji Jordanne Whiley     | Yui Kamiji Jordanne Whiley     | Yui Kamiji Jordanne Whiley     | Nie rozegrano                                |
| 2015                         | Yui Kamiji Jordanne Whiley              | Jiske Griffioen Aniek van Koot | Yui Kamiji Jordanne Whiley     | Jiske Griffioen Aniek van Koot | Jiske Griffioen Aniek van Koot | Nie rozegrano                                |
| 2016                         | Marjolein Buis Yui Kamiji               | Yui Kamiji Jordanne Whiley     | Yui Kamiji Jordanne Whiley     | Nie rozegrano                  | Diede de Groot Lucy Shuker     | Jiske Griffioen Aniek van Koot               |
| 2017                         | Jiske Griffioen Aniek van Koot          | Marjolein Buis Yui Kamiji      | Yui Kamiji Jordanne Whiley     | Marjolein Buis Diede de Groot  | Marjolein Buis Diede de Groot  | Nie rozegrano                                |
| 2018                         | Marjolein Buis Yui Kamiji               | Diede de Groot Aniek van Koot  | Diede de Groot Yui Kamiji      | Diede de Groot Yui Kamiji      | Diede de Groot Aniek van Koot  | Nie rozegrano                                |
| 2019                         | Diede de Groot Aniek van Koot           | Diede de Groot Aniek van Koot  | Diede de Groot Aniek van Koot  | Diede de Groot Aniek van Koot  | Diede de Groot Aniek van Koot  | Nie rozegrano                                |
| 2020                         | Yui Kamiji Jordanne Whiley              | Diede de Groot Aniek van Koot  | Nie rozegrano                  | Yui Kamiji Jordanne Whiley     | Nie rozegrano                  | Nie rozegrano                                |
| 2021                         | Diede de Groot Aniek van Koot           | Diede de Groot Aniek van Koot  | Yui Kamiji Jordanne Whiley     | Diede de Groot Aniek van Koot  | Diede de Groot Aniek van Koot  | Diede de Groot Aniek van Koot                |
| 2022                         | Diede de Groot Aniek van Koot           | Diede de Groot Aniek van Koot  | Yui Kamiji Dana Mathewson      | Diede de Groot Aniek van Koot  |                                | Nie rozegrano                                |

### Gra pojedyncza na quadach
| Rok                          | Wielki Szlem    | Wielki Szlem  | Wielki Szlem  | Wielki Szlem     | Turniej Mistrzów | Paraolimpiada  |
| Rok                          | Australian Open | French Open   | Wimbledon     | US Open          | Turniej Mistrzów | Paraolimpiada  |
| ---------------------------- | --------------- | ------------- | ------------- | ---------------- | ---------------- | -------------- |
| 2002                         | Mark Eccleston  | Nie rozegrano | Nie rozegrano | Nie rozegrano    | Nie rozegrano    | Nie rozegrano  |
| 2003                         | Sarah Hunter    | Nie rozegrano | Nie rozegrano | Nie rozegrano    | Nie rozegrano    | Nie rozegrano  |
| 2004                         | Peter Norfolk   | Nie rozegrano | Nie rozegrano | Nie rozegrano    | David Wagner     | Peter Norfolk  |
| 2005                         | Nie rozegrano   | Nie rozegrano | Nie rozegrano | Nie rozegrano    | David Wagner     | Nie rozegrano  |
| 2006                         | Nie rozegrano   | Nie rozegrano | Nie rozegrano | Nie rozegrano    | Peter Norfolk    | Nie rozegrano  |
| 2007                         | Nie rozegrano   | Nie rozegrano | Nie rozegrano | Peter Norfolk    | David Wagner     | Nie rozegrano  |
| 2008                         | Peter Norfolk   | Nie rozegrano | Nie rozegrano | Nie rozegrano    | David Wagner     | Peter Norfolk  |
| ↓ Kategoria „Wielki Szlem” ↓ |                 |               |               |                  |                  |                |
| 2009                         | Peter Norfolk   | Nie rozegrano | Nie rozegrano | Peter Norfolk    | Peter Norfolk    | Nie rozegrano  |
| 2010                         | Peter Norfolk   | Nie rozegrano | Nie rozegrano | David Wagner     | Peter Norfolk    | Nie rozegrano  |
| 2011                         | David Wagner    | Nie rozegrano | Nie rozegrano | David Wagner     | No’am Gerszoni   | Nie rozegrano  |
| 2012                         | Peter Norfolk   | Nie rozegrano | Nie rozegrano | Nie rozegrano    | David Wagner     | No’am Gerszoni |
| 2013                         | David Wagner    | Nie rozegrano | Nie rozegrano | Lucas Sithole    | David Wagner     | Nie rozegrano  |
| 2014                         | David Wagner    | Nie rozegrano | Nie rozegrano | Andrew Lapthorne | David Wagner     | Nie rozegrano  |
| 2015                         | Dylan Alcott    | Nie rozegrano | Nie rozegrano | Dylan Alcott     | David Wagner     | Nie rozegrano  |
| 2016                         | Dylan Alcott    | Nie rozegrano | Nie rozegrano | Nie rozegrano    | David Wagner     | Dylan Alcott   |
| 2017                         | Dylan Alcott    | Nie rozegrano | Nie rozegrano | David Wagner     | David Wagner     | Nie rozegrano  |
| 2018                         | Dylan Alcott    | Nie rozegrano | Nie rozegrano | Dylan Alcott     | Dylan Alcott     | Nie rozegrano  |
| 2019                         | Dylan Alcott    | Dylan Alcott  | Dylan Alcott  | Andrew Lapthorne | David Wagner     | Nie rozegrano  |
| 2020                         | Dylan Alcott    | Dylan Alcott  | Nie rozegrano | Sam Schröder     | Nie rozegrano    | Nie rozegrano  |
| 2021                         | Dylan Alcott    | Dylan Alcott  | Dylan Alcott  | Dylan Alcott     | Niels Vink       | Dylan Alcott   |
| 2022                         | Sam Schröder    | Niels Vink    | Sam Schröder  | Niels Vink       |                  | Nie rozegrano  |

### Gra podwójna na quadach
| Rok                          | Wielki Szlem                   | Wielki Szlem                  | Wielki Szlem                  | Wielki Szlem                  | Turniej Mistrzów                  | Paraolimpiada                |
| Rok                          | Australian Open                | French Open                   | Wimbledon                     | US Open                       | Turniej Mistrzów                  | Paraolimpiada                |
| ---------------------------- | ------------------------------ | ----------------------------- | ----------------------------- | ----------------------------- | --------------------------------- | ---------------------------- |
| 2003                         | Nie rozegrano                  | Nie rozegrano                 | Nie rozegrano                 | Nie rozegrano                 | Sarah Hunter Peter Norfolk        | Nie rozegrano                |
| 2004                         | Mark Eccleston David Wagner    | Nie rozegrano                 | Nie rozegrano                 | Nie rozegrano                 | Sarah Hunter Peter Norfolk        | Nicholas Taylor David Wagner |
| 2005                         | Nie rozegrano                  | Nie rozegrano                 | Nie rozegrano                 | Nie rozegrano                 | Nicholas Taylor David Wagner      | Nie rozegrano                |
| 2006                         | Nie rozegrano                  | Nie rozegrano                 | Nie rozegrano                 | Nie rozegrano                 | Nicholas Taylor David Wagner      | Nie rozegrano                |
| 2007                         | Nie rozegrano                  | Nie rozegrano                 | Nie rozegrano                 | Nicholas Taylor David Wagner  | Nicholas Taylor David Wagner      | Nie rozegrano                |
| 2008                         | Nicholas Taylor David Wagner   | Nie rozegrano                 | Nie rozegrano                 | Nie rozegrano                 | Johan Andersson Bas Van Erp       | Nicholas Taylor David Wagner |
| ↓ Kategoria „Wielki Szlem” ↓ |                                |                               |                               |                               |                                   |                              |
| 2009                         | Nicholas Taylor David Wagner   | Nie rozegrano                 | Nie rozegrano                 | Nicholas Taylor David Wagner  | Nicholas Taylor David Wagner      | Nie rozegrano                |
| 2010                         | Nicholas Taylor David Wagner   | Nie rozegrano                 | Nie rozegrano                 | Nicholas Taylor David Wagner  | Andrew Lapthorne Peter Norfolk    | Nie rozegrano                |
| 2011                         | Andrew Lapthorne Peter Norfolk | Nie rozegrano                 | Nie rozegrano                 | Nicholas Taylor David Wagner  | Nicholas Taylor David Wagner      | Nie rozegrano                |
| 2012                         | Andrew Lapthorne Peter Norfolk | Nie rozegrano                 | Nie rozegrano                 | Nie rozegrano                 | Nicholas Taylor David Wagner      | Nicholas Taylor David Wagner |
| 2013                         | Nicholas Taylor David Wagner   | Nie rozegrano                 | Nie rozegrano                 | Nicholas Taylor David Wagner  | Nicholas Taylor David Wagner      | Nie rozegrano                |
| 2014                         | Andrew Lapthorne David Wagner  | Nie rozegrano                 | Nie rozegrano                 | Nicholas Taylor David Wagner  | Nicholas Taylor David Wagner      | Nie rozegrano                |
| 2015                         | Andrew Lapthorne David Wagner  | Nie rozegrano                 | Nie rozegrano                 | Nicholas Taylor David Wagner  | Nicholas Taylor David Wagner      | Nie rozegrano                |
| 2016                         | Lucas Sithole David Wagner     | Nie rozegrano                 | Nie rozegrano                 | Nie rozegrano                 | Antony Cotterill Andrew Lapthorne | Dylan Alcott Heath Davidson  |
| 2017                         | Andrew Lapthorne David Wagner  | Nie rozegrano                 | Nie rozegrano                 | Andrew Lapthorne David Wagner | Nicholas Taylor David Wagner      | Nie rozegrano                |
| 2018                         | Dylan Alcott Heath Davidson    | Nie rozegrano                 | mecz pokazowy                 | Andrew Lapthorne David Wagner | Nicholas Taylor David Wagner      | Nie rozegrano                |
| 2019                         | Dylan Alcott Heath Davidson    | Dylan Alcott David Wagner     | Dylan Alcott Andrew Lapthorne | Dylan Alcott Andrew Lapthorne | Heath Davidson Niels Vink         | Nie rozegrano                |
| 2020                         | Dylan Alcott Heath Davidson    | Sam Schröder David Wagner     | Nie rozegrano                 | Dylan Alcott Andrew Lapthorne | Nie rozegrano                     | Nie rozegrano                |
| 2021                         | Dylan Alcott Heath Davidson    | Andrew Lapthorne David Wagner | Andrew Lapthorne David Wagner | Sam Schröder Niels Vink       | Sam Schröder Niels Vink           | Sam Schröder Niels Vink      |
| 2022                         | Andrew Lapthorne David Wagner  | Sam Schröder Niels Vink       | Sam Schröder Niels Vink       | Sam Schröder Niels Vink       |                                   | Nie rozegrano                |